# Снегиревич, Олеся Феликсовна
Олеся Феликсовна Снегиревич (род. 14 июня 1985 года) — казахстанская спортсменка (стрельба пулевая), мастер спорта Республики Казахстан международного класса.

## Карьера
Тренируется в Алматы, тренеры - С.А. Юнусметова, С.Х Юнусметов и А.С. Юнусметов. 
На Универсиаде 2013 года завоевала две награды: командное золото в стрельбе из быстрого пистолета и командную бронзу в стрельбе из трёх позиций из мелкокалиберной винтовки.

## Образование
Окончила Казахскую академию спорта и туризма.